# Parc national des Hautes-Gorges-de-la-Rivière-Malbaie
Der Parc national des Hautes-Gorges-de-la-Rivière-Malbaie (französisch für „Nationalpark der tiefen Schluchten der Malbaie“) ist einer der aktuell 27 Nationalparks in der kanadischen Provinz Québec. Dort entspricht ein Parc national dem, was in den übrigen Provinzen als Provincial Park bezeichnet wird. Der Park wird von Sépaq (französisch Société des établissements de plein air du Québec bzw. englisch Society of outdoor recreation establishments of Quebec) betrieben.
Er hat eine Fläche von 224,7 km² und ist über das Dorf Saint-Aimé-des-Lacs zugänglich. Zugleich gehört der Park zum Biosphärenreservat Charlevoix der UNESCO. Der Park umschließt zudem die Réserve écologique des Grands-Ormes, ein eigenes Schutzgebiet für die dort stehenden riesigen Ulmen. Er wird von der Québecer Regierung über die Société des établissements de plein air du Québec (SÉPAQ) unterhalten. Im Park befinden sich weitgehend unberührte Bestände von Zucker-Ahorn und Amerikanischer Ulme – in beiden Fällen handelt es sich um einige der nördlichsten Habitate dieser Arten.

## Lage und Landschaft

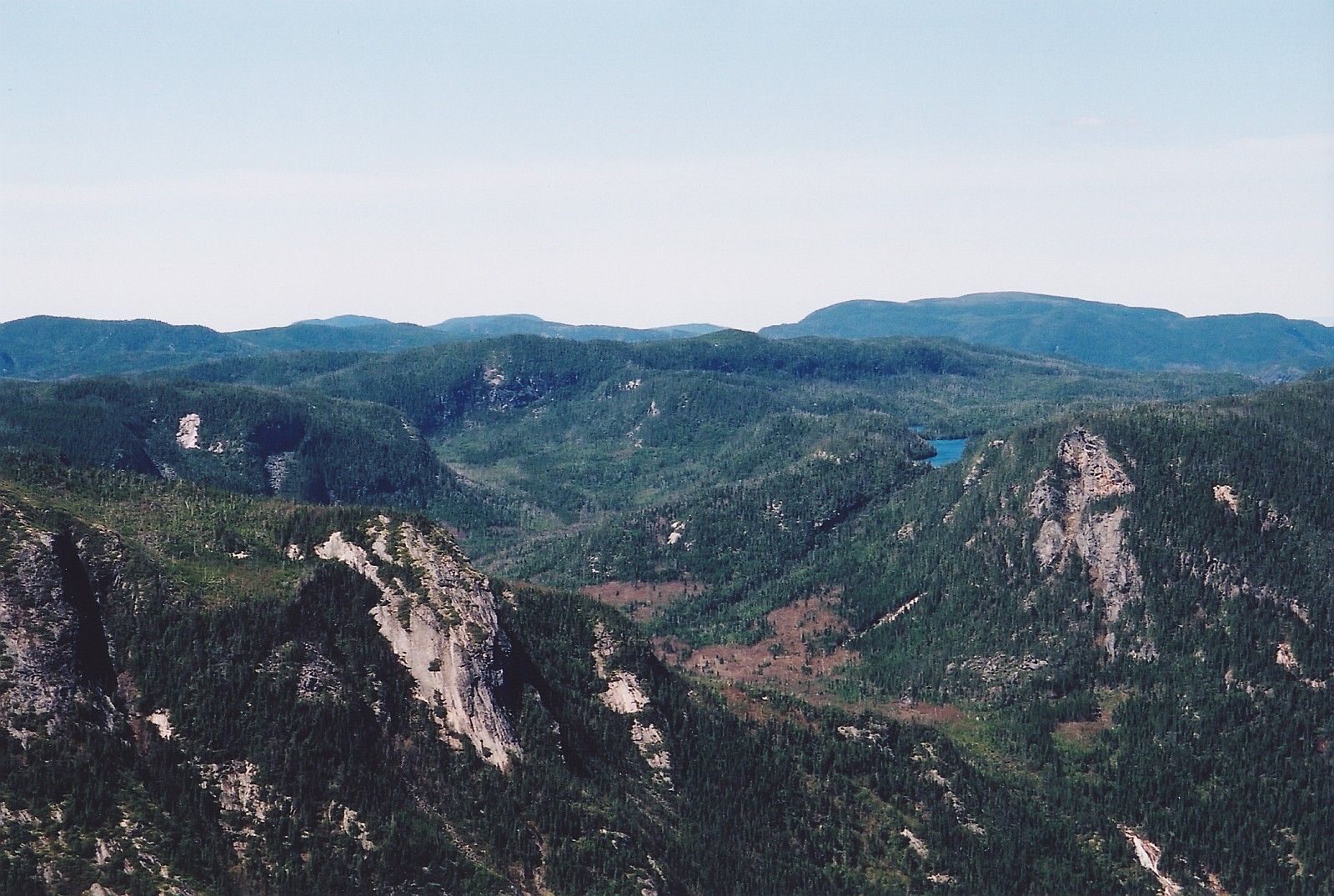
Die Laurentides von der 1048 m hohen Acropole des Draveurs aus gesehen, dem ‚Burgberg der Flößer‘

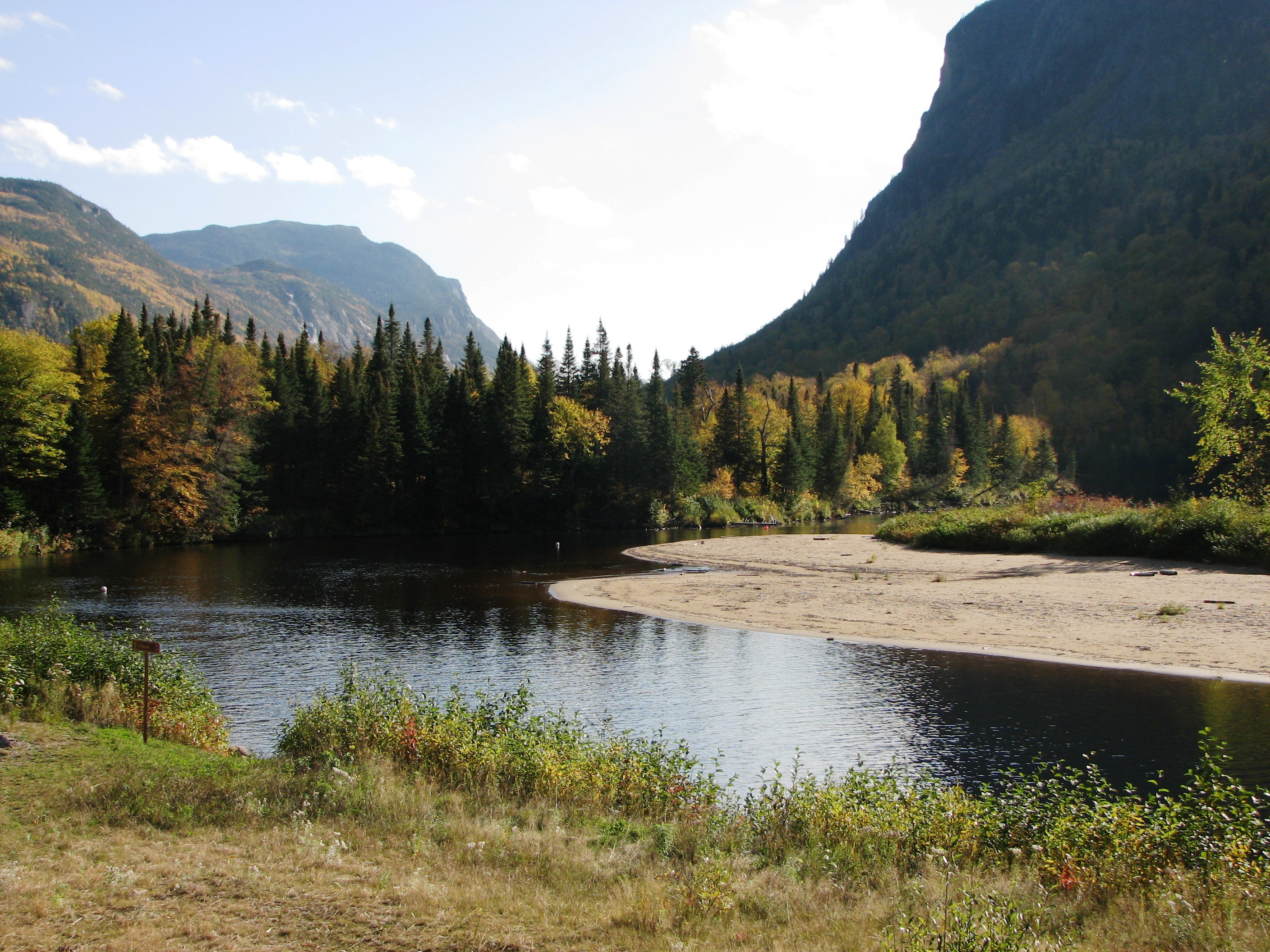
Talboden

Das Schutzgebiet birgt das Flusstal der Rivière Malbaie, das sich in einer Mittelgebirgslandschaft befindet, die Felsabstürze bis zu einer Höhe von 800 m aufweist. Es weist zudem zahlreiche Stromschnellen und Wasserfälle auf, von denen der höchste 350 m abwärts stürzt. Dieser ist als Pomme d’Or bekannt und wird im Winter, wenn der Wasserfall gefroren ist, häufig von Alpinisten aufgesucht. Mit 1048 m ist die Acropole des Draveurs der höchste Berg, gefolgt vom Mont des Érables (1030 m), dessen Gipfelregion von Permafrost bedeckt ist.
Die Malbaie entspringt im Petit Lac Tristan in etwa 900 m Höhe, einem kleinen See, der bereits nahe bei Québec liegt, und erreicht nach 168 km bei La Malbaie den Sankt-Lorenz-Strom. Am Ende der letzten Eiszeit stürzte die Malbaie zeitweise unmittelbar in die Bucht Ha! Ha!. Ihren Namen erhielt die Malbaie (‚schlechte Bucht‘), weil die ungünstigen Strömungsverhältnisse an der Einmündung des Flusses in den Sankt-Lorenz-Strom den Schiffern das Ankern erschwerten.

## Geschichte
Die Indianer der Region, die an der Mündung eine Übergangsmöglichkeit für Kanus in den großen Strom errichteten, nannten den Fluss Babapimish-Kamagou. Sie lebten vom Fischfang und von der Jagd, wobei Karibus von großer Bedeutung waren. Im 17. und 18. Jahrhundert jagten sie den Biber, um sein Fell an die Franzosen und Engländer zu verkaufen.
Für die borealen Wälder des Nordostens Amerikas typische Säugetiere, wie Biber und Waldkaribus finden sich in den abgelegeneren Gebieten des Parks. Beim Lachsfang nutzten die Indigenen, wie die Europäer im 16. Jahrhundert berichteten, Fackeln, die am Bug der nächtlich ausfahrenden Boote befestigt wurden. 1656 berichteten Jesuiten, Guillaume de l'Espinay aus Tadoussac habe an einem einzigen Tag an der Mündung der Malbaie tausend Fische gefangen.
Das Gebiet war Teil einer Seigneurie, einer feudalen Grundherrschaft, deren Bewohner zu Diensten (corvées) und Abgaben verpflichtet waren. Daher konnte der Herr der Seigneurie, John Naime, verlangen, dass ein bestimmter Anteil des Lachses, der, der mittels besagter Technik gefangen worden war, an ihn abgegeben wurde. Doch die Franzosen weigerten sich, ihm dies zuzugestehen, und erst auf Vermittlung des Pfarrers von La Malbaie kam es zu einer Einigung. Naime, Schotte und Protestant, wollte aus seiner Seigneurie eine schottische Enklave machen. Daher versuchte er aus seinem Heimatland Siedler anzuwerben. Zwar kamen einige, wie etwa Hugh Blackburn und Duncan Mac Nicoll, doch sprachen sie bald Französisch und passten sich der lokalen, von Indigenen und Franzosen dominierten Kultur an. Bis zu seinem Tod im Jahr 1801 stritt sich Naime mit seinen katholischen, französischsprachigen Untertanen.
Ab 1771 begann formell die Besiedlung der Malbaie. Entsprechende Konzessionen wurden ausgestellt, doch erst 1784 kamen Siedler an der Nordostseite des Flusses an, 1795 am Wasserfall, beim heutigen Clermont. Eine erste Siedlungskonzession folgte 1807 für Saint-Aimé-des-Lacs, 1812 für Lac-Naime, ab 1823 durften die neuen Siedler auch weiter im Hinterland Häuser bauen. Der Bereich der tiefen Schluchten blieb unbewohnt, da dort Landwirtschaft nicht möglich war. 1830 entstand eine Siedlungsgesellschaft, die Société des Vingt-et-un, die Gesellschaft der Einundzwanzig, die für weiteren Zuzug sorgen sollte. Ihr Führer war der Händler Alexis Tremblay, genannt Picoté. Auf Initiative der 21 sollte ein Pfad von La Malbaie nach Grande Baie entstehen. Dieser 1847 bis 1849 entstandene Pfad führte von Sainte-Agnès über den Naime-See, dann an der Malbaie entlang zum Lac Basile, dann über den Lac de la Souris, den Lac Brébeuf und den Lac Otis zur Grande Baie. Zunächst nur als Postweg gedacht, konnten ab 1861 Fahrzeuge den gesamten Weg befahren. Das starke Gefälle im Bereich des Lac Basile machte jedoch eher einen Waldpfad aus der Strecke.
Die Region galt lange als abgelegen, autark und rückständig, was manche der Getreidebauern dazu veranlasste, es mit Milchvieh zu versuchen. Dies gelang und mit der Crèmerie Bhérer entstand ein renommiertes Unternehmen. An der Chute Naime, dem Naime-Fall, entstand eine Käsefabrik, die in den 1930er Jahren Cheddar und Gruyère produzierte. Darüber hinaus entstand aus einer lokalen Truthahnspezialität ein Ausfuhrprodukt, das vor allem in New York stark nachgefragt wurde, der Murray Bay Turkey – abgeleitet von La Malbaie. Ansonsten gediehen Möhren, Kartoffeln oder Erbsen, Schweine und Rinder wurden gezüchtet, ebenso wie Hühner, Truthähne und Gänse.

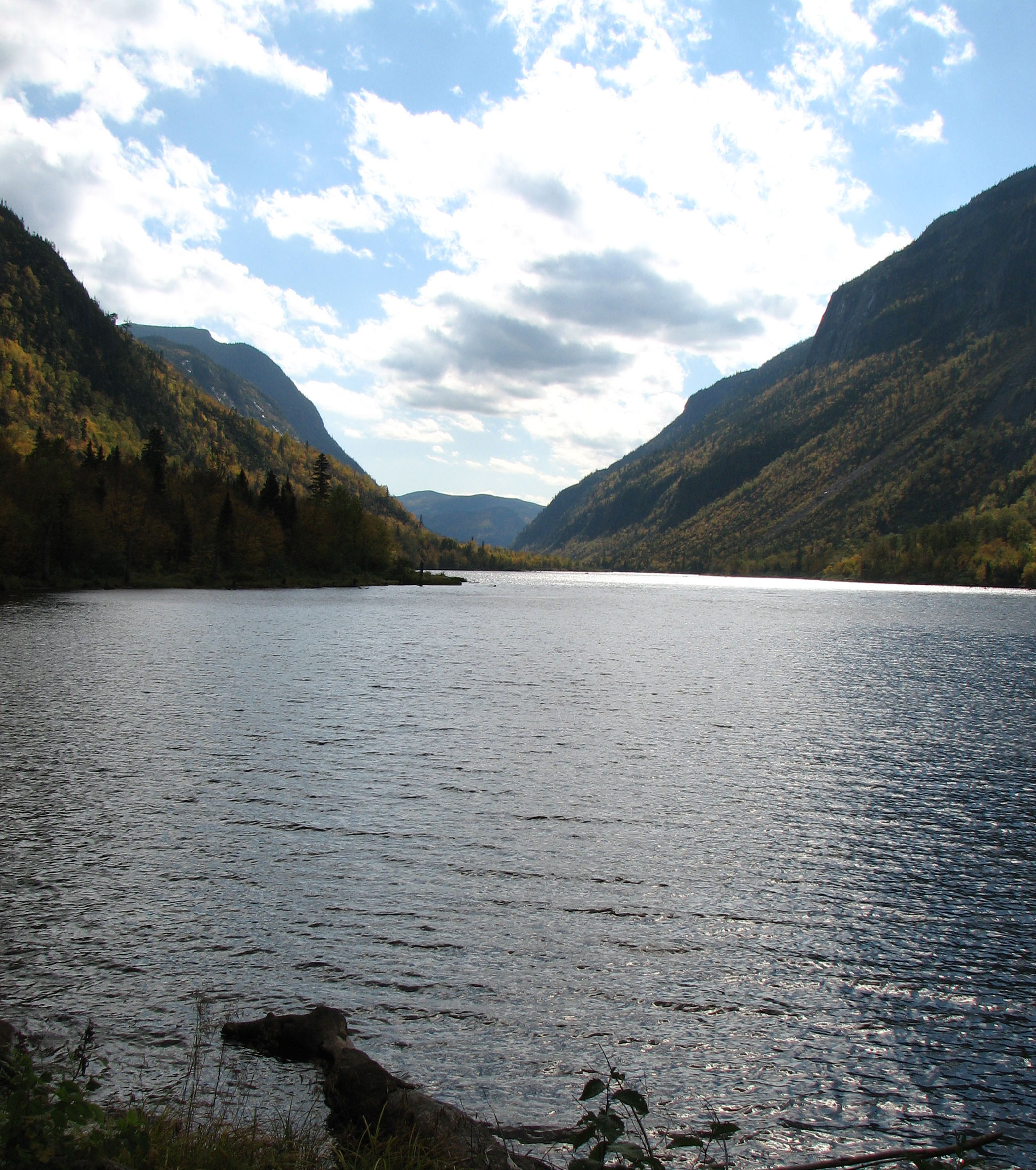
Die Malbaie unweit des Stausees

Die Auflösung der Feudalherrschaft kam in Québec erst spät, denn ihr Fortbestehen war Teil der Abmachungen, die die Briten bei der Übernahme der Kolonialherrschaft und der Einbindung der frankophonen Bevölkerung in Londons Kriege mit den USA getroffen hatten. Erst 1845 entstand als erste Kommune Malbaie. Der durch den aufkommenden Tourismus angewachsene Ortsteil Pointe-au-Pic löste sich jedoch 1876 aus dem Verband. So entstand aus dem verbleibenden Teil Malbaies das gleichnamige Dorf. 1911 trennte sich der Ortsteil Cap-à-l’Aigle aus der Gemeinde und wurde ebenfalls eine eigenständige municipalité. 1935 entstand schließlich die comunauté Clermont und drei Jahre später Rivière Malbaie, so dass die ursprünglich großflächige Gemeinde in mehrere Orte zerfallen war, die zu weit voneinander getrennt lagen, um einer gemeinsamen Verwaltung zu unterliegen. Auch Sainte-Aimé-des-lacs trennte sich im Hinterland von Sainte-Agnès. Diese Entwicklung wurde jedoch Ende des 20. Jahrhunderts wieder umgekehrt, als die Kommunikationsverhältnisse dies gestatteten. So verschmolz Malbaie 1995 mit der Gemeinde Pointe-au-Pic und 1999 mit La Malbaie; hingegen blieb Clermont unabhängig.
Der windungsreiche Fluss wurde lange zum Flößen der weiter oberhalb gefällten Bäume genutzt, die bis in den Sankt-Lorenz-Strom gelangten. Schon in den 1830er Jahren fällten Männer für Alexis Tremblay di Picoté Bäume, die vor allem an William Price in Québec verkauft wurden. Price verhinderte, dass die Gesellschaft der Einundzwanzig sich auf diesem Sektor selbstständig machte, indem er ihre Anlagen aufkaufte. Nur er durfte den Handel mit dem Holz für die englische Flotte kontrollieren. 1902 entstand am Naime-Fall eine Staumauer zur Stromproduktion durch die Labrador Electric and Pulp Company, 1911 folgte eine Papier- und Zellstofffabrik, denn die Wälder lieferten nun weniger Holz für den Schiff- und Hausbau, als für Papier. Die Fabrik wurde 1920 von den Brüdern Donohue übernommen, deren Namen das Unternehmen fortan führte. 1936 entstand in diesem Umkreis die Industrieansiedlung Clermont. Für mehr als ein halbes Jahrhundert verschwand ab 1911 der Lachs aus der Region, der zuvor so enorm zahlreich vertreten gewesen war.
Die Flößerei (drave) endete erst 1987. 1996 wurden die Fahrten der Touristenschiffe auf der Malbaie eingestellt.